# Szare
Szare ist eine Ortschaft mit einem Schulzenamt der Gemeinde Milówka im Powiat Żywiecki der Woiwodschaft Schlesien in Polen.

## Geographie
Der Ort liegt an der Grenze von den Saybuscher Beskiden (Beskid Żywiecki) im Süden und Schlesischer Beskiden (Beskid Śląski) im Nordwesten.
Das Dorf hat eine Fläche von 725 ha (7,42 % der Landgemeinde).

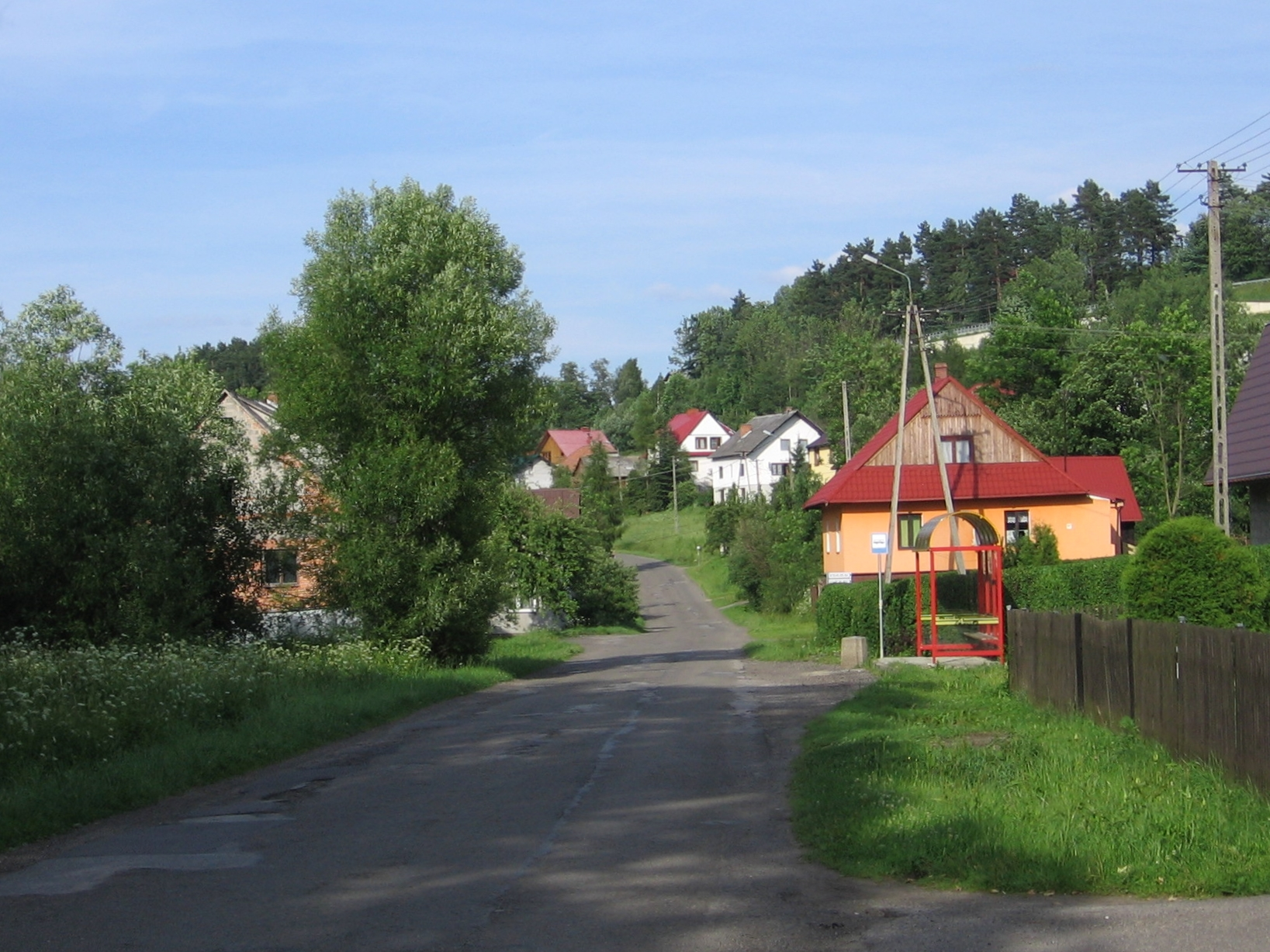
Straße durch das Dorf
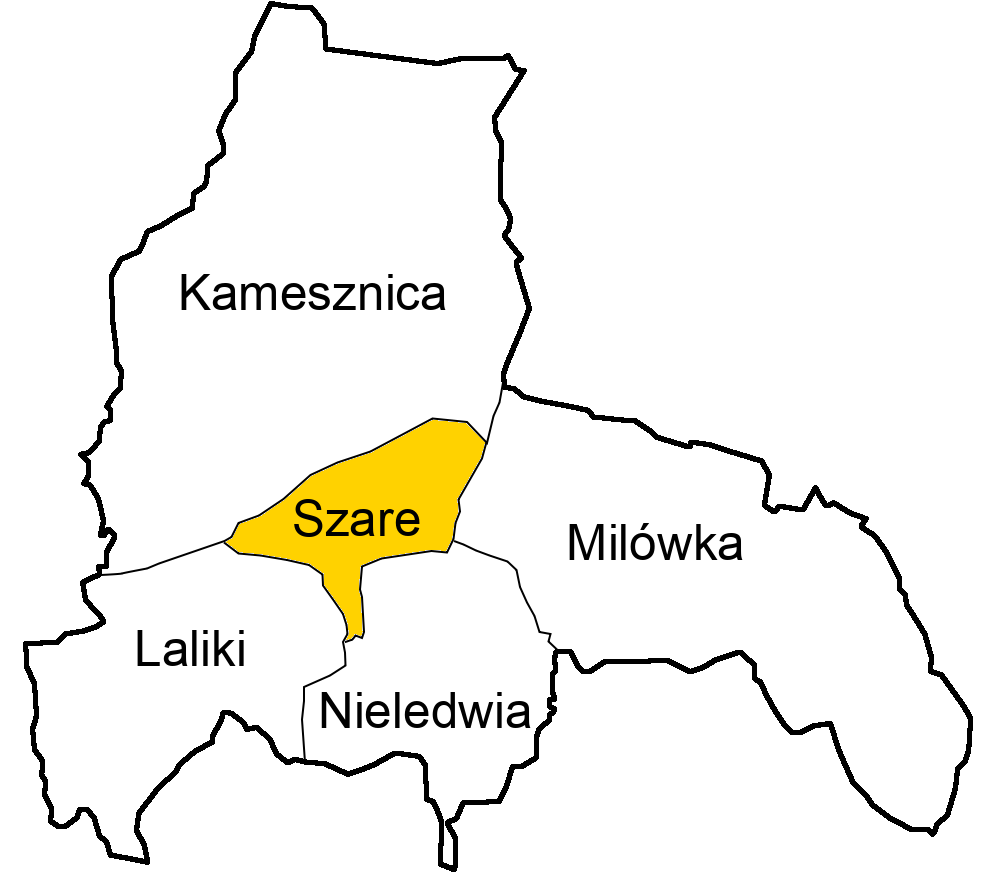
Dorf innerhalb der Gemeinde

## Geschichte
Laut der Chronik von Andrzej Komoniecki (* 1678; † 1729) entstand das Dorf etwa im Jahre 1625 und wurde zunächst Śmierlawka genannt. Walachen und Bauern von Lipowa gründeten die Siedlung auf Rodungsland.
Bei der Ersten Teilung Polens kam das Dorf 1772 zum neuen Königreich Galizien und Lodomerien des habsburgischen Kaiserreichs (ab 1804).
1918, nach dem Ende des Ersten Weltkriegs und dem Zusammenbruch der k.u.k. Monarchie, kam Szare zu Polen. Unterbrochen wurde dies nur durch die Besetzung Polens durch die Wehrmacht im Zweiten Weltkrieg. Es gehörte dann zum Landkreis Saybusch im Regierungsbezirk Kattowitz in der Provinz Schlesien (seit 1941 Provinz Oberschlesien). Im Rahmen der sogenannten Aktion Saybusch wurden am 7. September 1940 aus Jeleśnia 58 polnische Familien (318 Personen) vertrieben, um 18 volksdeutsche Familien (70 Personen) anzusiedeln.
Im Jahre 1948 wurde der Ortsteil Szare Gronie als neues Dorf Laliki ausgetrennt.
Von 1975 bis 1998 gehörte Szare zur Woiwodschaft Bielsko-Biała.

## Sehenswürdigkeiten
- Glockenturm aus Holz, erbaut 1784

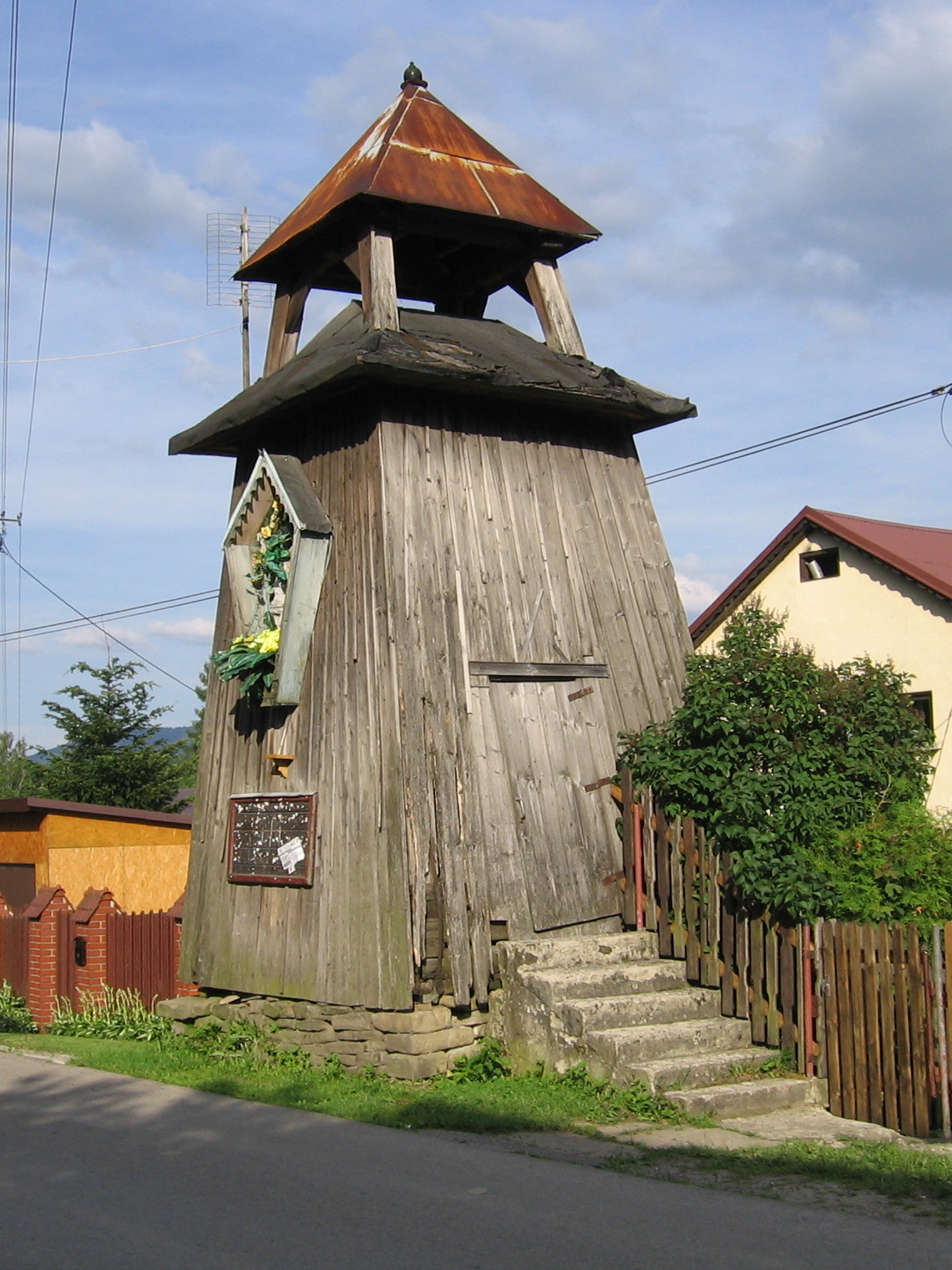
Glockenturm